# Ficus estanislana
Ficus estanislana là một loài thực vật có hoa trong họ Moraceae. Loài này được Dugand mô tả khoa học đầu tiên năm 1942.